# 程映萱
程映萱（1950年12月—），女，汉族，云南保山人，中华人民共和国政治人物，曾任云南省人民政府副省长，云南省人大常委会副主任。